# Willem Maurits de Brauw (1948)
Willem Maurits de Brauw (Baarn, 1 oktober 1948) is een voormalige Nederlandse hoge ambtenaar en bestuurder.

## Loopbaan
Maurits de Brauw is een lid van het geslacht De Brauw en een zoon van militair en diplomaat jhr. Klaas de Brauw (1914-1987) en Mary Edith Dobson (1927). Hij studeerde na zijn gymnasiumopleiding Nederlands en internationaal recht aan de Rijksuniversiteit Utrecht. Hij was van 1976 tot 1979 beleidsmedewerker bij het Ministerie van Economische Zaken. Daarna werkte hij van 1979 tot 1991 bij Koninklijke Shell, waar hij onder meer lid van de directie van het Shell Pensioenfonds was. In 1991 werd hij directeur pensioenzaken van het pensioenfonds PGGM. Als directielid van het PGGM verzette hij zich in 1996 samen met zijn medebestuurder De Beus tegen de door het ministerie van Economische Zaken voorgestane marktwerking in de pensioensector. Ook wees hij in 1997 op de noodzaak de pensioenpremie te verhogen ondanks de gestegen beleggingsrendementen. In 1998 volgde zijn benoeming tot directievoorzitter van de schadeverzekeringsmaatschappij MOVIR. Van 2001 tot 2009 fungeerde hij als secretaris van de Algemene Rekenkamer en was in die functie belast met de leiding van deze organisatie. Vanaf 2009 is hij werkzaam als consultant.